# Yuen Ren Chao
Yuen-Ren Chao (kinesiska: 赵元任, pinyin: Zhao Yuánrèn), född 3 november 1892 i Tianjin i Kina, död 25 februari 1982 i Cambridge i Massachusetts i USA, var en kinesisk lingvist. Han anses vara grundaren av modern kinesisk lingvistik och var upphovsman till romaniseringssystemet Gwoyeu Romatzyh. Han är också författare till ett viktigt modernt verk om kinesisk grammatik. Hans översättning av Lewis Carrolls Alice i Underlandet, där han gjorde sitt bästa för att översätta originalversionens många vitsar, betraktas som ett mästerverk. Han skrev också En lejonätande poet i en stenhåla (förenklad kinesiska: 施 氏 食 狮 史; traditionell kinesiska: 施 氏 食 狮 史; pinyin: Shī Shì shí shī shǐ). Den kinesiska texten består av 92 tecken, alla med ljuden shī, shí, shǐ eller shì. (De diakritiska tecknen visar de fyra tonerna i mandarin.) När texten är skriven med kinesiska tecken är den förståelig, men den blir obegriplig när den läses högt eller skrivs i romaniserad form.